# Wim Kok
Willem "Wim" Kok (Wim Kokⓘ) (Bergambacht, 29 de setembro de 1938 — Amsterdã, 20 de outubro de 2018) foi um político neerlandês. Foi primeiro-ministro dos Países Baixos entre 1994 e 2002.

## Vida e carreira
Wim Kok (legalmente Willem Kok) nasceu em Bergambacht, nos Países Baixos. Após terminar seus estudos na escola de negócios 
Nyenrode, começou sua carreira política em 1961 no sindicato socialista "Nederlands Verbond van Vakverenigingen" (NVV), onde foi o porta-voz desde 1973 até 1982. Entre 1976 e 1986 foi o porta-voz do "Federatie Nederlandse Vakbeweging" (FNV) uma coalizão do NVV e do sindicato católico NKV.
Em 1986 sucedeu a Joop den Uyl como líder do partido social-democrata "Partij van de Arbeid" (PvdA) (Partido do Trabalho). De 1989 a 1994 participou como Ministro de Finanças num governo com o partido cristão democrata CDA.
Em 1994 converteu-se em Premiê de um governo de aliança com o partido liberal "Volkspartij voor Vrijheid en Democratie" (VVD) e o partido progressista liberal D66. Esta coalizão "púrpura" foi o primeiro governo holandês em várias décadas sem participação dos cristão-democratas. Após as eleições de 1998 presidiu um segundo governo com os mesmos aliados.
Durante o período de Wim Kok como Premiê, os Países Baixos atravessaram um período de bonança econômica que foi elogiado internacionalmente como o "Polder Model" holandês. No entanto o "polder model" foi ameaçado a princípios de 2002 com a ascensão do partido ultradireitista de Pim Fortuyn.
Seu governo caiu semanas antes das eleições de maio de 2002 quando Wim Kok e todos seus ministros renunciaram devido à discussão da possível responsabilidade holandesa no Massacre de Srebrenica.
Abandonou a política holandesa depois das eleições, como já tinha anunciado no ano anterior, mas isso não significou que sua carreira política tivesse terminado. Após sua saída, seguiu influindo na política.
Foi sucedido como líder do Partij van de Arbeid por Ad Melkert, que perdeu as eleições de 2002.

## Morte
Morreu de insuficiência cardíaca aos 80 anos em 20 de outubro de 2018, conforme o Partido Trabalhista informou.